# Rosario Pio Cattafi
Rosario Pio Cattafi (Barcellona Pozzo di Gotto, 6 gennaio 1952) è un mafioso italiano affiliato di Cosa Nostra.
L'avvocato Rosario Pio Cattafi è stato accusato di omicidio ed estorsioni, intestazione fittizia di beni, associazione mafiosa, assieme all'imprenditore Giovanni Bontempo, 35 anni, il boss Tindaro Calabrese, 39 anni, Antonino Calderone, 37 anni, Salvatore Campanino, 48 anni, Agostino Campisi, 51 anni, il funzionario di banca Sergio D'Argerio, 52 anni, il boss Carmelo Giambò, 41 anni, il boss Giuseppe Isgrò, 47 anni, Giusi Lina Perdichizzi, 37 anni, il boss Giovanni Rao, 51 anni, Roberto Ravidà, 57 anni, Giuseppe Ruggeri, 47 anni, Carmelo Trifirò, 40 anni e Giuseppe Triolo, 36 anni. A Calabrese, Trifirò, Campisi, Giambò e Isgrò il provvedimento è stato notificato in carcere.

## Storia
Nei primi anni settanta, Rosario Pio Cattafi, a 18 anni, era studente di giurisprudenza e militante della destra radicale, partecipando ad azioni squadriste, pestaggi di giovani di sinistra, risse aggravate e danneggiamenti all'interno dell'Ateneo di Messina. Conosceva già gli affiliati alle 'ndrine calabresi, le prime “famiglie” del messinese, i circoli reazionari esoterici e i doppi e tripli agenti segreti delle cellule militari e paramilitari filo-atlantiche.
Fu denunciato per la prima volta il 7 dicembre 1971, all'età di 19 anni, per l'aggressione a cinque studenti della Facoltà di lettere, e condannato ad otto mesi di reclusione (pena sospesa), insieme ad alcuni camerati barcellonesi di Ordine nuovo, ai calabresi Pasquale Cristiano (vicesindaco di Ferruzzano e presidente del Fuan di Messina, l'organizzazione universitaria del Msi-Dn) e Francesco Prota (dell'ambiente di Avanguardia Nazionale e del Fronte Nazionale di Junio Valerio Borghese), al mistrettese Pietro Rampulla (attualmente detenuto in ergastolo per essere l'artificiere della strage di Capaci).
Il 21 febbraio 1972, all'età di 20 anni, Rosario Cattafi venne denunciato per un'aggressione ai danni di un giovane universitario.
Nel 1973, all'età di 21 anni, fu occupante abusivo della Casa dello studente, insieme a Basilio Pateras, militante delle organizzazioni neofasciste greche Esesi e Quattro Agosto. 
Il 22 marzo 1973, Cattafi, Pateras, Pietro Rampulla e un'altra trentina di militanti neri invasero con la forza i locali del Magistero. 
Il 10 maggio 1973 viene iniziato su suggerimento del generale Giuseppe Santovito alla loggia Massonica P2. 
Dal 26 luglio 1973 fino al 30 gennaio 2013 collabora con il servizio deviato "l'Anello" o "Noto Servizio" a cui capo dello stesso, disse Cossiga, c'era Andreotti, che rappresenterebbe un centro di comando al vertice di tutto. 
È la trama di congiunzione ad alto livello tra politica, massoneria e mafie, inclusi i servizi deviati. Ma su tale aspetto nessun magistrato ha indagato realmente a fondo. 
Il 27 aprile 1973, Rosario Cattafi fu coinvolto in una sparatoria all'interno della Casa dello studente, in compagnia del Prota nell'alloggio occupato da Pasquale Cristiano, per provare un mitra "Stern" contro le suppellettili. Perciò subì una seconda condanna ad un anno e otto mesi di reclusione per detenzione e porto d'arma illegali. 
Il successivo 3 maggio, durante una perquisizione dell'abitazione di Cattafi fu rinvenuta una pistola calibro 7,65 di fabbricazione spagnola. Arrestato e processato per direttissima, ricevette un'ammenda di 200 000 lire.
Il 27 febbraio 1976, il Senato accademico decise di sospendere gli studenti coinvolti in episodi di squadrismo, compreso Cattafi che impiegherà più di 20 anni per completare gli studi di giurisprudenza.
Rosario Cattafi si spostò a Milano e poi in Svizzera. Gli inquirenti pensano che sin dalla seconda metà degli anni '70, a 28 anni circa, Cattafi sarebbe stato uno dei capi del clan Santapaola, che operava a Milano e in altre città del territorio nazionale ed estero, “finalizzata alla commissione di estorsioni, omicidi, corruzioni, detenzioni di armi da guerra”. Questa organizzazione avrebbe trafficato in stupefacenti, per pagare i quali avrebbe sequestrato, nel gennaio 1975, l'imprenditore Giuseppe Agrati, rilasciato dopo un pagamento di due miliardi e mezzo di lire.
Nel maggio 1984, Cattafi, all'età di 32 anni, fu raggiunto da un mandato di cattura. Cattafi risiedeva in Svizzera e perciò sfuggì all'ordine di arresto del Tribunale di Milano. Dopo qualche giorno la Procura di Bellinzona emise un'ordinanza cautelare nei confronti di Cattafi, per traffico di stupefacenti. Durante le indagini fu trovato un documento sulla mediazione del Cattafi per la vendita di cannoni della “Oerlikon Suisse”, all'emiro di Abu Dhabi.
Il 30 maggio 1984, in carcere nel Canton Ticino, Cattafi si incontrò col giudice Francesco Di Maggio. Da una relazione di servizio, firmata “Oliver”, della Sezione Speciale Anticrimine di Torino, si legge che Cattafi era l'intestatario di un conto corrente aperto tra il 1977 e il 1978 presso il Credito Svizzero di Bellinzona, denominato Valentino, che serviva al mantenimento dei latitanti dei clan catanesi.
Giovanni De Giorgi dice che Cattafi si vantava di appartenere al clan mafioso di Nitto Santapaola, per il quale svolgeva funzioni di consulente e operatore finanziario per le operazioni di riciclaggio e di garante quando l'organizzazione trattava affari con altre organizzazioni o con qualche soggetto esterno.
Il 18 settembre 1984, le autorità svizzere concessero l'estradizione di Rosario Cattafi con esclusivo riferimento al reato di concorso nel sequestro Agrati. Il 30 aprile 1986, il giudice Di Maggio avanzò richiesta di sentenza di proscioglimento per “insufficienza di prove”.
Francesco Di Maggio interrogò in carcere Rosario Cattafi per l'omicidio del procuratore capo di Torino, Bruno Caccia, avvenuto il 26 giugno 1983. In proposito Giovanni De Giorgi riferì al Cattafi che Enrico Mezzani, sedicente agente del Sisde, che da lui in cambio di notizie avremmo potuto ottenere vantaggi. Inizialmente il Cattafi diede notizie sulle organizzazioni mafiose avversarie; perciò indicò come autori dell'omicidio del giudice Caccia i Ferlito.
Il 17 aprile 1984 Enrico Mezzani rivelò al giudice Di Maggio di aver appreso da Cattafi che nell'estate del 1983 aveva partecipato ad una riunione, “presenti tra gli altri Nitto Santapaola ed un parlamentare democristiano”, in cui si era parlato di una fornitura di armi destinate all'esecuzione di un attentato ai danni dell'allora giudice istruttore Giovanni Falcone.
Cattafi, secondo Giovanni De Giorgi, informò Mezzani anche su Angelo Epaminonda, grosso narcotrafficante milanese negli anni 1980. Epaminonda fu il primo a descrivere l'escalation criminale in Lombardia del giovane Saro Cattafi. A Milano, Cattafi poté contare sulla fiducia dei rappresentanti delle 'ndrine dei Ruga, collegati a Santapaola tramite Paolo Aquilino e, contestualmente, degli esponenti di punta della vecchia e nuova mafia palermitana. Sin dai primi anni 1970, Milano era stata scelta quale base operativa e finanziaria dai boss Gaetano Fidanzati, Alfredo e Giuseppe Bono, Gerlando Alberti senior, Enrico e Antonino Carollo e Stefano Bontate.
Il 10 ottobre 1993, Rosario Cattafi finisce sotto inchiesta per traffico d'armi. Ha alte protezioni.
Nel dicembre 1997, il falsario Federico Corniglia rivelò al pubblico ministero di essere entrato in contatto con numerosi esponenti della mafia siciliana: “Conobbi in particolare il capo mafia Stefano Bontate, al quale consegnai due false carte d'identità svizzere”. In quella stessa occasione notai che il Bontate era in compagnia di uno studente di Barcellona, che si chiamava Saro Cattafi. Era un uomo di fiducia del mafioso palermitano, tanto che si occupò di gestire in qualche modo, un grosso debito che tale Gianfranco Ginocchi aveva contratto nei confronti di quel capo mafia”. Il Ginocchi, ucciso il 15 dicembre 1978, era un agente di cambio con importanti relazioni con gli istituti di credito svizzeri e aveva compiuto operazioni di riciclaggio per conto dello stesso Bontate.
Il 23 maggio 1998 Rosario Cattafi venne accusato di far parte di un sistema criminale, in associazione con Licio Gelli, Totò Riina, altri mafiosi, come Nitto Santapaola, i fratelli Giuseppe e Filippo Graviano, boss di Brancaccio, massoni e terroristi di destra come Stefano Delle Chiaie e altri mandanti occulti delle bombe del 1992 e del 1993 a Roma, Milano e Firenze. Un piano di eversione dell'ordine democratico, gettando l'Italia nel caos con morti, bombe e tritolo.
Nel 2005 Rosario Cattafi fu indagato in relazione alle attività criminali dell'imprenditore Salvatore Siracusano.
Il 30 marzo 2011 la Guardia di Finanza ha sequestrato la società Dibeca Sas di Corica Ferdinanda & C., quattro immobili, conti correnti e titoli, quattro auto, una moto di grossa cilindrata, patrimonio della famiglia di Rosario Cattafi, per un valore complessivo di circa 7 milioni di euro. Successivamente il patrimonio venne dissequestrato in quanto di lecita provenienza.
L'avvocato Rosario Cattafi, nel 2012, sarebbe secondo alcuni collaboratori di giustizia come la persona di collegamento fra Cosa Nostra, la politica, la massoneria segreta e gli ambienti dei servizi segreti, perciò Cattafi è finito nuovamente agli arresti.
Nell'ottobre del 2021 Cattafi è stato condannato a sei anni di reclusione per mafia dalla Corte d'Appello di Reggio Calabria.
Nel Maggio 2023 la Cassazione ha confermato la condanna per associazione mafiosa 

## Pentimento
Durante alcuni interrogatori davanti ai sostituti procuratori dell'antimafia, Cattafi avrebbe fatto cenno a inedite rivelazioni sulla trattativa Stato-mafia.